# Kerkhof van Crépon
Het Kerkhof van Crépon is een gemeentelijke begraafplaats in het Franse dorp Crépon (departement Calvados). Ze ligt rond de dorpskerk (Église Saint-Médard-et-Saint-Gildard) op een iets hoger niveau dan de straat en kan via enkele traptreden en een dubbel hek betreden worden. Op het kerkhof staat een gedenkzuil voor de gesneuvelde dorpsgenoten uit de beide Wereldoorlogen.

## Britse oorlogsgraven
Op het kerkhof liggen 2 Britse gesneuvelden uit de Tweede Wereldoorlog. De graven zijn van David Harris en Frank Thomas Onley , vliegeniers bij de Royal Air Force Volunteer Reserve. Ze sneuvelden op 10 juni 1944 tijdens de acties in het kader van de Operatie Overlord. Hun graven liggen in de westelijke hoek van het kerkhof en worden door de Commonwealth War Graves Commission onderhouden. Daar zijn ze geregistreerd als Crepon Churchyard.